# You Don’t Know What Love Is (You Just Do as You’re Told)
"You Don't Know What Love Is (You Just Do as You're Told)" to piosenka nagrana przez amerykański zespół bluesrockowy The White Stripes, pochodząca z ich szóstego albumu Icky Thump. Jako singel została wydana 10 września 2007 roku. Pierwszy raz została wykonana 26 czerwca 2007 roku w Calgary. Do utworu został nagrany teledysk. 

## Lista utworów
| CD | CD                                                                               | CD      |
| Nr | Tytuł utworu                                                                     | Długość |
| -- | -------------------------------------------------------------------------------- | ------- |
| 1. | „You Don't Know What Love Is (You Just Do as You're Told)”                       | 3:56    |
| 2. | „You Don't Know What Love Is (You Just Do as You're Told)” (wersja frat rockowa) | 3:45    |
| 3. | „A Martyr for My Love for You” (wersja akustyczna)                               |         |
|    |                                                                                  | 7:41    |

| pierwszy winyl 7" | pierwszy winyl 7"                                          | pierwszy winyl 7" |
| Nr                | Tytuł utworu                                               | Długość           |
| ----------------- | ---------------------------------------------------------- | ----------------- |
| 1.                | „You Don't Know What Love Is (You Just Do as You're Told)” |                   |
| 2.                | „A Martyr for My Love for You” (wersja akustyczna)         |                   |

| drugi winyl 7" | drugi winyl 7"                                                                 | drugi winyl 7" |
| Nr             | Tytuł utworu                                                                   | Długość        |
| -------------- | ------------------------------------------------------------------------------ | -------------- |
| 1.             | „You Don't Know What Love Is (You Just Do as You're Told)” (wersja akustyczna) |                |
| 2.             | „300 M.P.H. Torrential Outpour Blues”                                          |                |